# Johann Andreas Graff
Johann Andreas Graff (geboren am 1. Mai 1637 in Nürnberg; gestorben am 6. Dezember 1701 ebenda) war ein Maler, Kupferstecher, Radierer, Zeichner und Kupferstichverleger des 17. Jahrhunderts.

## Leben
Graff war ein Sohn des Rektors des Gymnasiums Aegidiani Johann Graf oder Graff (1595–1644). Er wollte eigentlich eine wissenschaftliche Laufbahn einschlagen, wandte sich jedoch bald der Kunst zu und erlernte die Malerei bei Lienhard Heberlein (1584–1656) in Nürnberg. Anschließend setzte er seine Ausbildung in den Jahren 1653 bis 1658 bei dem Blumenmaler Jacob Marrel in Frankfurt am Main fort. Er kehrte kurzzeitig nach Nürnberg zurück und unternahm von dort aus eine Reise, die ihn über Augsburg nach Venedig führte. Dort verweilte er für zwei Jahre. Um 1660 reiste er weiter nach Rom und war dort unter anderem in der Malerakademie tätig. 1664 kehrte er zu seinem Lehrmeister nach Nürnberg zurück. 1665 kam er nach Frankfurt und heiratete am 16. Mai die Malerin Maria Sibylla (geborene Merian), die Tochter des Kupferstechers Matthäus Merian und Stieftochter Jacob Marrels. 1670 zogen sie nach Nürnberg, wo Graff sich als selbsttätiger Maler und Kupferstecher, aber auch als Herausgeber und Verleger betätigte. In seinem Verlag erschien 1679 der erste Band des Werkes seiner Frau über Insekten unter dem Titel Der Raupen wunderbare Verwandelung und sonderbare Blumennahrung.
Um 1683 folgte er seiner Frau, die 1681 mit den gemeinsamen Töchtern Johanna Helena und Dorothea Maria Henrietta oder Henrica nach Frankfurt zu ihrer Mutter Johanna Catharina Sibylla Marell (geborene Heim, verwitwete Merian, 1620–1690) gezogen war. Er gab dort den zweiten Band zu den Insekten heraus, doch es kriselte in der Ehe. 1684 gingen seine Frau, die Schwiegermutter und die Töchter fort, um sich einer Labbadistischen Gesellschaft in West-Friesland anzuschließen. Im Jahr 1686 reiste Graff ihnen erneut nach, um seine Frau zur Rückkehr zu bewegen. Seine Bemühungen waren vergeblich, er durchreiste ohne sie das Land und lernte die wichtigsten Städte Hollands kennen. Im Anschluss kehrte er nach Nürnberg zurück, ließ sich dort dauerhaft nieder und betätigte sich als Lehrer. Hier gab er eine Reihe von Prospekten heraus, arbeitete als Architektur- und Perspektivmaler, Zeichner und Stecher.

## Werke (Auswahl)
Graff malte und zeichnete überwiegend Architekturstücke, aber auch Bildnisse, Blumen- und Früchtestillleben. Er zeichnete zuletzt vermehrt Nürnberger Straßen und Plätze sowie Innenansichten von Kirchen. Der Augsburger Kupferstecher Johann Ulrich Krauß übertrug viele davon in großformatige Kupferstiche. Auch kleinformatige Ansichten des Nürnberger Umlands entstanden in Kooperation mit Krauß.
Gemälde
- Stadttor am Hafen
- Bote am Quai oder Hafen einer Stadt

Stiche

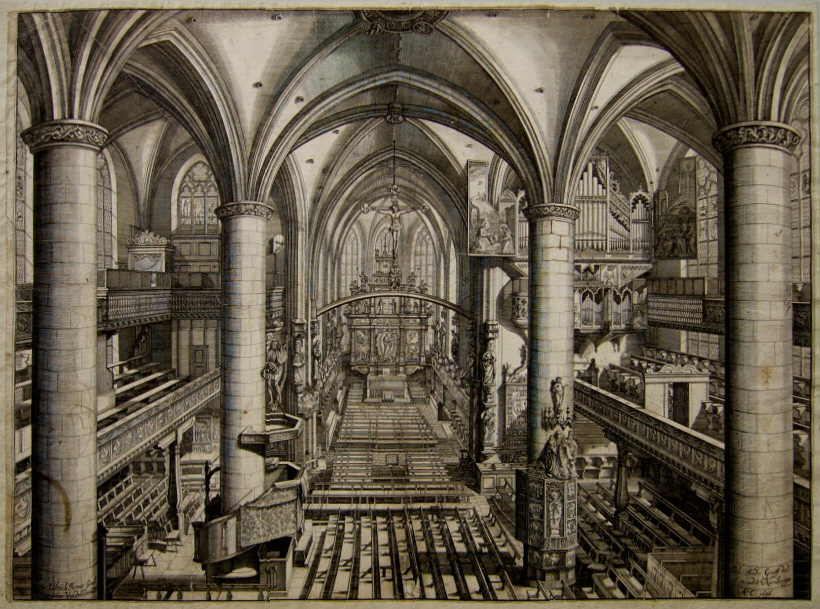
Innenansicht der Nürnberger Frauenkirche 1696

- 4 Blatt nach Zeichnungen Jacob Marrels: Römerberg zu Frankfurt
- Umzug der Schreiner
- 1658: Bildnisse der Grafen Caspar von Pennaranda und Joh. Moritz von Nassau
- Prospekt mit der Jakobskirche und dem Deutschordenshaus in Nürnberg und die im Bau begriffene, 1671 bis auf den Chor abgebrannte Barfüßerkirche. (Nach eigener Zeichnung gestochen)
- Vorlagen für Prospekte (zumeist von Joh. Ulrich Krauß gestochen)
- Innenansichten der Kirchen St. Sebald, St. Lorenz, Heilig Geist, Frauenkirche und weitere

## Ausstellungen (Auswahl)
- 2. Juni bis 26. August 2017: Johann Andreas Graff, Pionier Nürnberger Stadtansichten im Ausstellungskabinett der Stadtbibliothek im Bildungscampus Nürnberg[4]